# Кумкват
Кумкват (лат. Fortunella, Citrus japonica) је назив за неколико малих воћки цитруса (род Citrus). Плод кумквата, хесперидијум, подсећа на поморанџу, али је много мањи и тврђи. Сличан је величини веће маслинке.
Реч кумкват потиче од кантонско кинеске речи 金橘 (гам-гват), што значи „златна мандарина“.

## Опис
Кумквати су спорорастући зимзелени грмови или ниско дрвеће, висине од 2,5 до 4,5 метра, са густим гранама и понекад малим трновима. Лишће је тамнозелено и сјајно, а цветови су бели као код других врста цитруса. Зависно од величине дрвета, оно може да произведе од неколико стотина до неколико хиљада плодова годишње.

## Култивација
Кумквати се гаје у: Кини, Кореји, Јапану, Југоисточној Азији, Непалу, јужном Пакистану, Ирану, на Блиском истоку, Европи (Крф (Грчка)) и САД (Флорида, Алабама, Луизијана, Хаваји).

## Порекло
Кумкват потиче из јужне Кине. Најстарији помен кумквата потиче из Кине 12. века. Дуго је узгајан у другим деловима источне Азије (Јапан и кинеско острво Тајван), јужној (Индија) и југоисточној Азији (најзаступљенији је био на Филипинима). Увео га је 1846. у Европу Роберт Форчун, аквизитер Лондонског Хортикултурног Друштва и убрзо након тога је пренет у Северну Америку.

## Варијетети
Таксономија цитруса је компликована и контроверзна. Различити системи постављају различите типове кумквата у различите врсте или их уједињују у само две врсте. Историјски се сматрало да спадају у род Citrus, али Свинглов систем таксономије цитруса их је уздигао у њихов сопствени род, Fortunella. Недавна филогенетичка анализа сугерише да они заиста спадају у цитрусе. Свингл је поделио кумквате у два подрода, Protocitrus, који садржи примитивни хонгконшки кумкват, и Eufortunella, који се састоји од округлог, овалног кумквата, меива кумквата, којима је Танака додао још два, малајски кумкват и ђангсу кумкват. Хромозомска анализа је сугерисала да Свинглова Eufortunella представља једну 'истинску' врсту, док је откривено да су Танакине додатне врсте вероватни хибриди Fortunella са другим цитрусима, такозвани xCitrofortunella. Једна недавна геномска анализа закључила је да постоји само једна права врста кумквата, али анализа није укључила хонкошку сорту која се сматра посебном врстом у свим ранијим анализама. Недавни преглед је закључио да су геномски подаци недовољни да би се донео коначан закључак о томе које сорте кумквата представљају различите врсте.

### Округли кумкват
Округли кумкват, Маруми кумкват или Моргани кумкват (који је задржао назив Citrus japonica или Fortunella japonica када су кумквати подељени на више врста) је зимзелено дрво које даје јестиво златножуто воће. Плод је мали и обично сферичан, али може бити овалног облика. Кора је слаткастог укуса, али плод има изразито киселу средину. Воће се може јести кувано, али се углавном користи за прављење мармеладе, желеа и других намаза. Узгаја се у Луксембургу и може се користити у узгоју бонсаија. Биљка симболизује срећу у Кини и другим азијским земљама, где се често чува као собна биљка и поклања током Лунарне нове године. Округли кумквати се чешће узгајају од других врста због њихове високе толеранције на хладноћу.

### Овални кумкват
Овални кумкват или нагами кумкват (Citrus margarita или Fortunella margarita ако се Eufortunella кумкуати дели на засебне врсте) је јајоликог облика и обично се једе цео, све заједно са кожом. Унутрашњост је још прилично киселкаста, али кожа има веома сладак укус, тако да када се једу заједно ствара се необичан киселкасто-слатки, освежавајући укус. Плод сазрева средином до касне зиме и увек има веома обилне усеве, стварајући спектакуларан приказ на тамнозеленом лишћу. Дрво има тенденцију да буде много мање и патуљасто у природи, што га чини идеалним за саксије и повремено узгајање бонсаија.
Сорта кумквата 'Centennial Variegated' настала је спонтано из овалног кумквата. Даје већи удео воћа за љуштење од овалног кумквата, а плодови су округлији и понекад са вратом. Плодови се разликују по шароликој боји, са јарко зеленим и жутим пругама и по одсуству трна.

### Меива кумкуат
Меива кумкуат (Citrus crassifolia или Fortunella crassifolia) је у Јапан донет из Кине крајем 19. века, има семене овалне плодове и дебело лишће, а Свингл га је окарактерисао као другу врсту. Његов плод се обично једе заједно са кожом.

### Хонконшки кумкват
Хонконшки кумкват (Citrus hindsii или Fortunella hindsii) даје само горко и кисело воће величине грашка са врло мало пулпе и крупним семеном. Првенствено се узгаја као украсна биљка, мада се такође налази у јужној Кини и расте у дивљини. Не само да је најпримитивнији међу кумкватима, већ с обзиром да су кумквати најпримитивнији цитруси, Свингл га је описао као најближег врсти предака од које су еволуирали сви цитруси. Док је дивљи хонгконшки кумкват тетраплоид, постоји комерцијална диплоидна сорта, кумкват златни пасуљ са нешто већим плодовима.

### Ђангсу кумкуат
Ђангсу кумкуат или Фукусху кумкуат (Citrus obovata или Fortunella obovata) даје јестиво воће које се може јести сирово, или се од њега праве желеи и мармеладе. Плод може бити округао или звонаст, а када је потпуно зрео, јарко је наранџаст. Биљка се може разликовати од осталих кумквата по изразито округлим листовима. Обично се узгаја због јестивог воћа и као украсна биљка; међутим, не подноси мраз, за разлику од округлог кумквата који има високу отпорност на хладноћу. Ови кумквати се често виђају у близини дела Јуврај у провинцији Најак. Анализа хромозома је показала да је ова сорта вероватан хибрид.

### Малајски кумкват
Малајски кумкват (Fortunella polyandra или Танакинова Fortunella swinglei - у роду Citrus би то било C. x swinglei), са Малајског полуострва где је познат као „лајм од живе ограде“ (limau pagar), још један је хибрид, можда лајмкват. Има танку кору на већем воћу у поређењу са другим кумкватом.

### Хибриди
Хибридни облици кумквата укључују следеће:
- Каламондин: мандарина x кумкват[15]
- Цитрангекуат: цитранж x кумкват
- Лајмкват: лајм x кумкват
- Оранжекват: сацумска мандарина x кумкват
- Процимекват: Лајмкват x кумкват
- Санкват: мејера лимон (?) x кумкват
- Јазикват: јазу x кумкват

## Распрострањеност и станиште
Биљка кумкват је пореклом из јужне Кине. Историјско спомињање кумквата појављује се у литератури Кине најмање од 12. века. Вековима је култивисан у другим деловима Источне Азије, Јужне Азије и Југоисточне Азије. Године 1846, у Европу је кумкват увео Роберт Форчун, колекционар Лондонског хортикултуралног друштва, и сада се налази широм света.

## Култивација
Кумквати су много издржљивији од биљака цитруса као што су поморанџе. Сетва семена у пролеће је најидеалнија јер је температура пријатна са више шанси за кишу и сунце. Ово такође даје дрвету довољно времена да се добро учврсти пре зиме. Рано пролеће је најбоље време за пресађивање младице. Најбоље успевају на директној сунчевој светлости (потребно им је 6-7 сати дневно) и посађене директно у земљу. Кумквати добро успевају у USDA отпорним зонама 9 и 10, и могу да преживе на температурама до 18 степени F (-7 степени C)). На довољно зрелим стаблима, кумквати ће се формирати за око 90 дана.
У узгоју у Великој Британији, Citrus japonica је добио награду Краљевског хортикултурног друштва за заслуге у башти (потврђена 2017. године).

### Пропагација
Кумквати не расту добро из семена, те се вегетативно размножавају коришћењем подлоге од другог цитруса, ваздушним слојевима или исечцима.

### Варијетети
Nordmann seedless је бесемена сорта Нагами кумквата (Citrus margarita). Сличан је нагамију, али је мало другачијег облика и светлије коже.
Centennial Variegated је још једна сорта нагами кумквата. Настао је из отвореног опрашивања дрвета нагами кумквата. Плодови су светлозелени и жути на пругама када су недозрели, а када сазреју постају наранџасти и губе пруге. Овалног су облика, са вратом, дугим 2,5 инча и имају глатку кору. Сазревају зими. Ова сорта је настала спонтано из овалног кумквата (Citrus margarita). Даје већи удео воћа за љуштење од овалног кумквата, а плодови су округлији и понекад са вратом. Плодови се разликују по шароликој боји, са јарко зеленим и жутим пругама, и по одсуству трња.
Puchimaru kumquat је јапанска сорта кумквата без семена или готово без семена. Отпоран је на гар цитруса и краставост цитруса. Плод је тежак 11–20 грама и елипсоидног је облика. Има тамно наранџасту кору дебљине 4 милиметра. Садржај сока је релативно низак. Уљне жлезде су донекле велике и упадљиве. Сазрева у јануару.

## Употребе

### Исхрана
Сирови кумкват је 81% воде, 16% угљених хидрата, 2% протеина и 1% масти (табела). У референтној количини од 100 g (3,5 oz), сирови кумкват обезбеђује 71 калорију и богат је извор витамина Ц (53% дневне вредности), без других микронутријената у значајном садржају (табела).

### Етерично уље
Етерично уље коре кумквата садржи већи део ароме воћа и састоји се углавном од лимонена, који чини око 93% укупне количине. Поред лимонена и алфа-пинена (0,34%), од којих се оба сматрају монотерпенима, уље је необично богато (0,38% укупно) сесквитерпенима као што су α-бергамотен (0,021%), кариофилен (0,18%), α-хумулен ( 0,07%) и α-муролен (0,06%), а они доприносе зачинском и дрвенастом укусу воћа. Карбонилна једињења чине већи део остатка, а она су одговорна за већи део карактеристичног укуса. Ова једињења укључују естре као што су изопропил пропаноат (1,8%) и терпинил ацетат (1,26%); кетоне као што је карвон (0,175%); и низ алдехида као што су цитронелал (0,6%) и 2-метилундеканал. Остала једињења са кисеоником укључују нерол (0,22%) и транс-лијалул оксид (0,15%).

## Галерија
- Цвет кумквата
- Пресек плода кумквата
- Цео и исечен кумкват
- Округли кумквати (или цитрофортунела)
- Округли кумквати (или цитрофортунела)
- Кумкватски ликери са Крфа, Грчка
- Стабла кумквата у саксијама у дестилерији кумкватског ликера на Крфу.
- Кришке пите од кумквата на Фестивалу кумквата у граду Дејд, Флорида
- Конзерве кумквата
- Цвеће и воће
- Стабло кумквата
- Незрели кумкват
- Зрели кумкват
- Кумкуат